# Augustus Desiré Waller

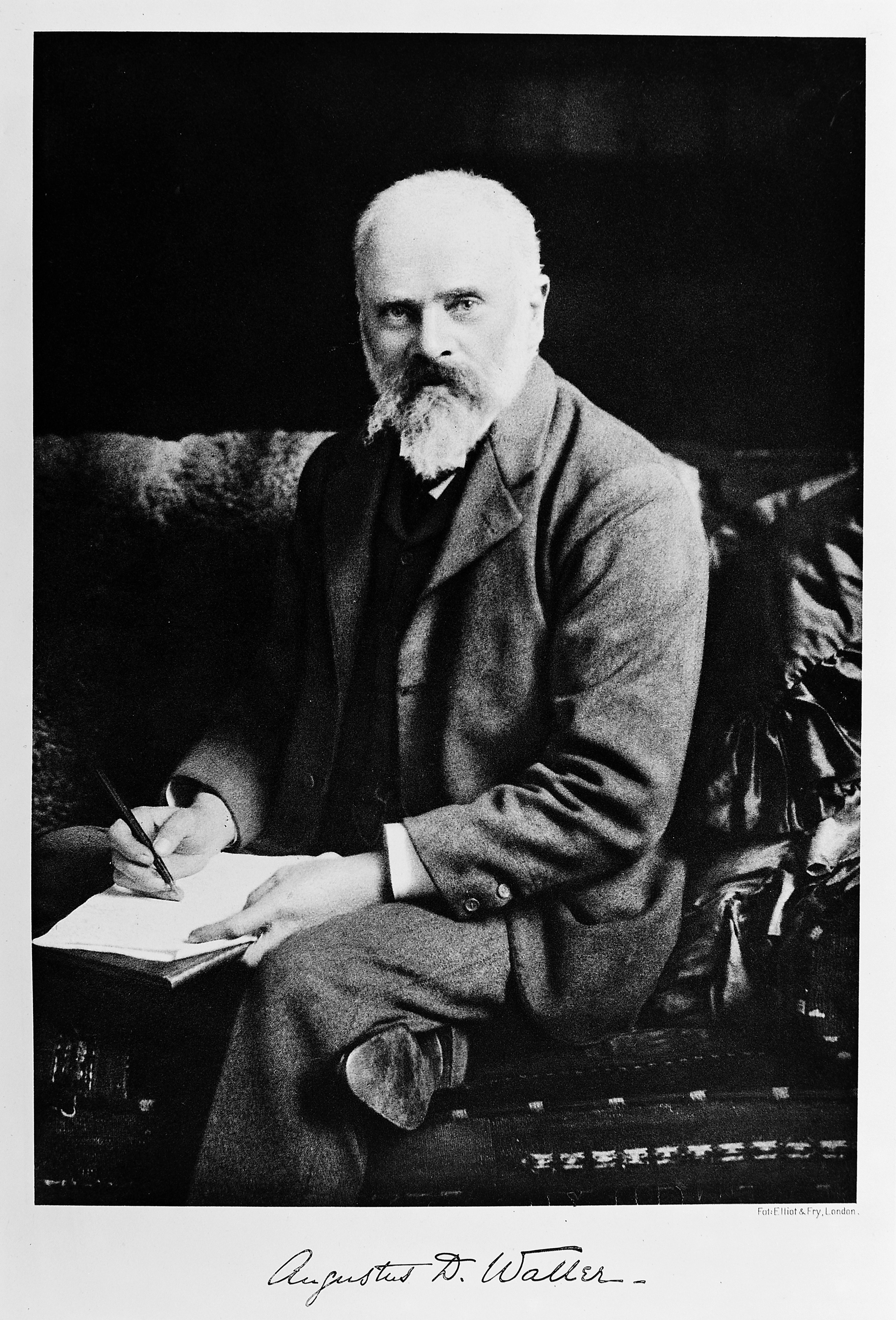
Augustus Desiré Waller

Augustus Desiré Waller (* 18. Juli 1856 in Paris; † 11. März 1922 in London) war ein englischer Physiologe. 
Der Sohn von Augustus Volney Waller studierte Medizin in Aberdeen und Edinburgh. Nach seiner Promotion 1881 in Edinburgh arbeitete er bei 
John Scott Burdon-Sanderson (1828–1905) am University College London.
Augustus Desiré Waller hat 1887 erstmals ein Elektrokardiogramm mit Hilfe eines Kapillarelektrometers aufgezeichnet und damit die Aktionsströme des Herzens entdeckt. Sein Werk wurde später von Willem Einthoven fortgesetzt, der die Instrumente, insbesondere mit der Konstruktion eines Saitengalvanometers, weiter verbesserte.
1903 wurde er Professor für Physiologie an der University of London. 

## Schriften (Auswahl)
- An Introduction to Human Physiology. 1891.
- Eight lectures on the signs of life from their electrical aspect. Murray, London 1903.
- The electrical action of the human heart. University of London Press, London 1922.